# Оскар (филм)
Оскар (енгл. Oscar) амерички је филм из 1991. у режији Џона Лендиса.
Анђело обећава свом оцу на самрти да ће напустити свет злочина и постати поштен бизнисмен. Немајући искуства у зарађивању новца на легалан начин, покушава да одржи обећање.

## Радња
Гангстер Снапс (надимак потиче од Проволонеове навике да пуцкета прстима) Анђело Проволоне (Силвестер Сталоне) је обећао свом оцу на самрти (Кирк Даглас) да ће оставити своју криминалну прошлост иза себе и кренути у поштен посао.
Месец дана касније, спрема се да прими банкаре како би купио удео у њиховом пословању и ушао у управни одбор банке – да би се бавио озбиљним пословима.
Међутим, ујутру кобног дана, Ентони Росано (Винсент Спано), Снејпсов млади рачуновођа, појављује се у кући Анђела Проволонеа. Прилази му скромни службеник са захтевом да му повећа плату. Новац му је потребан јер ће се оженити Анђеловом ћерком. После венчања, спреман је да врати 50.000 долара које је украо од Проволонеа.
Снејпсова ћерка Лиза је пре неколико месеци имала чисто платонску аферу са очевим шофером Оскаром. Дакле, када је Снепс улетио у њу са оптужбама да се тајно забавља са "његовим запосленим", Лиза мисли да Оскар тражи њену руку.
Током целог филма, Анђелова собарица покушава да му каже да ће дати отказ, али он је непрестано игнорише. У знак освете, она наговара Лизу, која је забринута да ће њен отац одбити да је уда за „неког возача“, али сања да коначно побегне из родитељске куће, да лаже оца да је трудна.
У међувремену, девојка по имену Тереза долази у Снапсову кућу и признаје да је управо она упознала Ентонија Росана, да га воли, а да би себи дала већи значај у очима амбициозног рачуновође, назвала је себе Снапс Проволоне'с кћери. Снапс схвата да има лак начин да врати својих 50.000 долара, а да не мора да ожени Лизу...
Анђело је решио проблем са својих 50.000 долара, али има нови проблем: трудна неудата ћерка је срамота за породицу.
Међутим, и овде Снапс проналази излаз: Тхорнтон Пооле, учитељ правилног изговора, којег је Анђело унајмио да „ради“ на његовом говору (на крају крајева, угледни бизнисмен би требало да се изрази на потпуно другачији начин од гангстера) - ово је дивна утакмица за његову Лизу. Једино што преостаје јесте да убедимо др Пула...
Међутим, није тако лако све урадити у једном дану. На посао долази нова собарица, за коју се испоставља да је бивша Снапсова љубавница и, уједно, Терезина мајка, која се претварала да је ћерка Анђела Проволонеа... А, како се испоставило, ипак је Анђелова ћерка. Истовремено, Снапсова супруга Софија успела је да разговара са Ентонијем Росаном, који ју је обавестио да се жени њеном ћерком, док Лиза каже да се удаје за Оскара и да је такође трудна од њега, а Софију веома занима шта је то. њеног мужа за нову ћерку, „која није Лиза” и којом се Ентони жени.
Осим тога, Снапсову кућу посматрају две групе одједном – на челу са Снапсовим бившим ривалом, гангстером Вендетијем, који не верује да је Снапс отишао у пензију и сматра да Снапс, напротив, „нешто спрема” и спрема се да удари на " "Проволонеову јазбину"; а на челу са поручником полиције Чикага Туијем, који такође не верује да је Снапс отишао у пензију и такође сумња да Снапс „нешто спрема“ и стога, посматрајући метеж у Снапсовој кући, чека и најмањи разлог да се веже. цела банда“.
А ни банкари са којима Снапс намерава да се састане нису тако једноставни – потребан им је Анђелов новац, али нису спремни да пусте гангстера у свој угледни посао.
Да ствар буде још збуњујућа су браћа Фанучи, првокласни кројачи који се по цео дан мотају око Проволонеове куће са Анђеловим новим оделом и размишљањима како да дођу до више новца, и Анђелови послушници, бивши насилници који се сада понашају као собар, батлер и лакај - Не могу стално да се сете да се газда више не може звати "газда" и да је боље не држати оружје у кући.